# Вестготы
Вестго́ты (лат. Visigothi, Wisigothi, Vesi, Visi, Wesi, Wisi — «визиготы» или лат. Tervingi, Thervingi,
Thoringi — «тервинги») — древнегерманское племя, составлявшее западную ветвь готского племенного союза, распавшегося к середине III века на две ветви: вестготов и остготов.

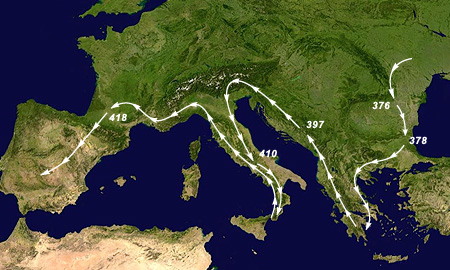
Миграция вестготов

С 370 г. участвовали в Великом переселении народов. После падения Западной Римской империи играли ключевую роль в западноевропейской истории. Наряду со свевами вестготы считаются одними из далеких предков современных испанцев и португальцев.

## Происхождение названия
Происхождение названия племени точно не установлено. Вероятно, оно происходит от индоевропейского слова weise (мудрый), равно как и название остготов может брать корни от индоевропейского слова austr (блестящий). Впрочем, австрийский историк Гервиг Вольфрам в своей книге History of the Goths пишет о том, что Vesi означало на языке готов «добропорядочный», «знатный». В то время, как Ostrogoth означало «Готы восходящего солнца», то есть Восточные Готы.
Первые упоминания о разделении готов появляются около 270 года во время правления императора Клавдия II. Затем, около 291 года, Мамертин в «Панегирике» в честь императора Максимиана упоминает «тервингов, часть племени готов» (лат. Tervingi pars alia Gothorum), которые вступили в союз с тайфалами для нападения на вандалов и гепидов. Тервинги, то есть «люди лесов», — раннее название вестготов (ср. с ранним названием остготов — гревтунги, «жители степей и грубых песков»).
Эти племенные названия сохранялись примерно до начала V века, затем после переселения части готских племён за Дунай на территорию Римской империи и их перемешивания в источниках используется обобщённый этноним готы. К началу VI века две главные ветви готов стали упоминаться в исторических источниках как везиготы и остроготы. В начале VI века Кассиодор, автор объёмной «Истории готов», которую позднее в своём труде «О происхождении и деяниях гетов» переложил и сократил Иордан, переосмыслил эти названия и ввёл в обиход новые, обусловленные географией — «восточные готы» и «западные готы». Эти новые названия отражали фактическое положение дел — во времена Кассиодора вестготы контролировали большую часть Пиренейского полуострова и Галлии, а остготы правили Апеннинским полуостровом.

## Ранняя история
Самостоятельная история племени вестготов началась в 256 г., когда они, в числе готов, переправились через нижний Дунай и, наводнив Балканский полуостров, вторглись на территорию Римской империи. Исидор Севильский сообщает, что «почти пятнадцать лет они держали в своей власти Иллирик и Македонию», пока в сентябре 268 г. император Клавдий II не нанёс вестготам поражение в битве при Нише — местности на территории современной Сербии, — а император Аврелиан не изгнал их из Фракии и Иллирии. В 270 г. римляне покинули провинцию Дакию, и вестготы расселились на оставленных территориях.
В 322 г. между Константином Великим и вестготами был заключён договор, предоставляющий племени статус федератов (союзников) — это была обычная римская политика по отношению к варварским племенам. Согласно договору вестготы за ежегодную плату были обязаны охранять границы империи и предоставлять людей для службы в императорских войсках. Иордан сообщает, что вестготы направили под римские знамёна около сорока тысяч своих воинов. Кроме того, по его словам, в армии Константина вместе со своими отрядами служили вестготские вожди Ариарих и Аорих.

## Готская война в 377—382 гг
В 376 году вестготы, всё сильнее притесняемые гуннами, во главе со своим предводителем Фритигерном обратились к императору Валенту с просьбой разрешить им обосноваться во Фракии, на южной стороне Дуная. Валент ответил согласием, и осенью того же года вестготы переправились через Дунай у Силистрии.
Из-за произвола римских наместников, которые задерживали доставку продовольствия или отпускали его по завышенным ценам, переселенцы испытывали большие лишения. Римский историк Аммиан Марцеллин писал, что многие вестготы, «мучимые голодом, продавали себя за глоток скверного вина или за жалкий кусок хлеба». Такое положение дел привело сначала к единичным стычкам между вестготами и римлянами, а зимой 377 г. разразилось открытое восстание.
Желая отомстить за дурное обращение, вестготы принялись разорять и грабить римские территории. В главе «Восстание готов и рабов» Марцеллин описывает картину настоящего бедствия:

Не разбирали они в своих убийствах ни пола, ни возраста, всё предавали на своём пути страшным пожарам; отрывая от груди матери младенцев и убивая их, брали в плен матерей, забирали вдов, зарезав на их глазах мужей, через трупы отцов тащили подростков и юношей, уводили, наконец, и много стариков, кричавших, что они довольно уж пожили на свете.— Аммиан Марцеллин. 31 книга прошлых событий
Валент выступил против восставших, и 10 августа 378 г. в битве под Адрианополем (современный город Эдирне в Турции) римляне потерпели одно из тяжелейших поражений в своей истории. Император Валент и его военачальники были убиты, а остатки разгромленной армии обратились в бегство. Победа вестготов стала ключевым моментом в истории падения Римской империи, северные границы которой теперь были открыты, а армия более не могла претендовать на звание непобедимой.
После разгрома римлян восстание готов не закончилось. Они продолжали разорять римские поселения вплоть до 382 г., когда между императором Феодосием Великим и вождём вестготов Атанарихом — преемником умершего в 380 г. Фритигерна, с которым Атанарих враждовал и соперничал на протяжении всей жизни — было заключено мирное соглашение, которое по многим пунктам повторяло предыдущий договор 322 г. В обмен на земли для поселения и ежегодные выплаты, вестготы обязывались охранять границы и снабжать ослабевшую римскую армию воинами из числа своих соплеменников. При императоре Феодосии многие вестготы занимали высокие посты в составе имперской армии.

## Аларих I
Между 391 и 394 гг. вестготы избрали вождём своего соплеменника Алариха — первого короля вестготов, который сконцентрировал в своих руках власть над всем племенем. В 394 г. вестготы, выполняя обязательства федератов, выступили в составе войска Феодосия Великого против узурпатора Евгения и понесли в боях особенно тяжёлые потери, в результате чего в готской части войска вспыхнул мятеж под предводительством Алариха.

### Поход в Грецию
Сначала Аларих направил вестготов к Константинополю, но город был слишком хорошо защищён, поэтому мятежники устремились в Грецию. Опустошив Аттику, вестготы направились на полуостров Пелопоннес, где разграбили его самые богатые города — Коринф, Спарту и Аргос — и угнали многих их жителей в рабство. Афинам, чтобы избежать той же участи, пришлось выплатить значительную контрибуцию.
Вскоре после разорения Пелопоннеса удача изменила Алариху. В 397 г., находясь на границе между Элидой и Аркадией, вестготы были окружены армией римского полководца Стилихона — который фактически управлял Западной Римской империей при императоре Гонории — и с большим трудом смогли вырваться из окружения. Затем Аларих двинулся с армией на север и вторгся в Эпир.

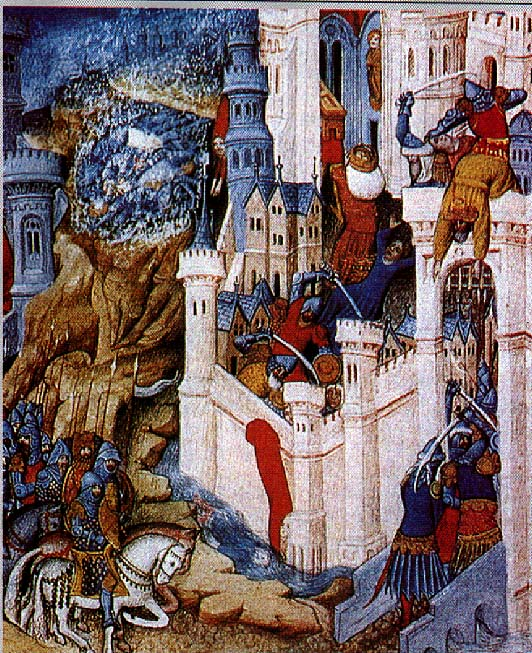
Вторжение вестготов в Рим (миниатюра XV века)

Вестготы прекратили военные действия только после того, как Аркадий, император Восточной Римской империи, откупился от Алариха, наградив его высоким званием магистра армии (лат. magister militum) Иллирика.

### Походы в Италию и завоевание Рима
Около 400 г. Аларих предпринял первый поход в Италию, где, добравшись с разорительными набегами до Асти, столкнулся с препятствием в лице Стилихона и его армии. 6 апреля 402 года в день Пасхи между римлянами и вестготами состоялась битва при Полленции (территория современного Пьемонта). Ни одна из сторон не получила в битве решительного перевеса, но Стилихону удалось заключить с вестготами договор, согласно которому они отступили в Иллирик.
После того, как в 408 г. Стилихон был убит — а вместе с его смертью прекратилась политика сотрудничества с вестготами, — Аларих вновь вторгся в Италию и осадил Рим. Вскоре город из-за нехватки продовольствия сдался, и Аларих запросил выплаты тяжёлой контрибуции рабами и ценностями. В декабре 408 г., получив в числе прочего 5000 фунтов золота, 35 000 фунтов серебра, 4000 шёлковых платьев, 3000 шкур, окрашенных пурпуром, и 3000 фунтов перца, вестготы покинули город. Сверх того, римляне должны были отпустить к Алариху всех рабов, находившихся на тот момент в городе, которых он принял в своё войско.
Помимо дани, Аларих потребовал от Гонория новые земли для поселения. Император ответил отказом, в результате чего Аларих снова двинулся на Рим и 24 августа 410 г. вошёл в город. Несмотря на свою репутацию беспощадных воинов, вестготы проявили милосердие и не причинили городу особых повреждений — Иордан сообщает, что «они только грабят, но не поджигают, как в обычае у варваров, и вовсе не допускают совершать какое-либо надругательство над святыми местами».
Покинув истощённый и разграбленный Рим, Аларих направился в Южную Италию с намерением перебраться на побережье Африки, однако подготовленный для переправы флот был уничтожен во время бури в Мессинском проливе. Вскоре после этого Аларих, победоносный король вестготов, умер и был погребён на дне реки Бусенто близ города Козенца в Калабрии. Иордан так описывает его гибель:

Аларих <…> был внезапно застигнут преждевременной смертью и удалился от дел человеческих. Готы оплакивали его по своей огромной любви к нему; они отвели из русла реку Бузент около города Консенции, а река эта, ниспадая от подножия горы, течёт целебной струёй как раз близ того города; посередине русла этого потока они, собрав толпу пленных, вырыли место для погребения и туда, в лоно этой могилы, опустили Алариха со множеством сокровищ, а затем вернули воды обратно в их русло. Но, чтобы никто никогда не узнал того места, землекопы были все умерщвлены.— Иордан. О происхождении и деяниях гетов

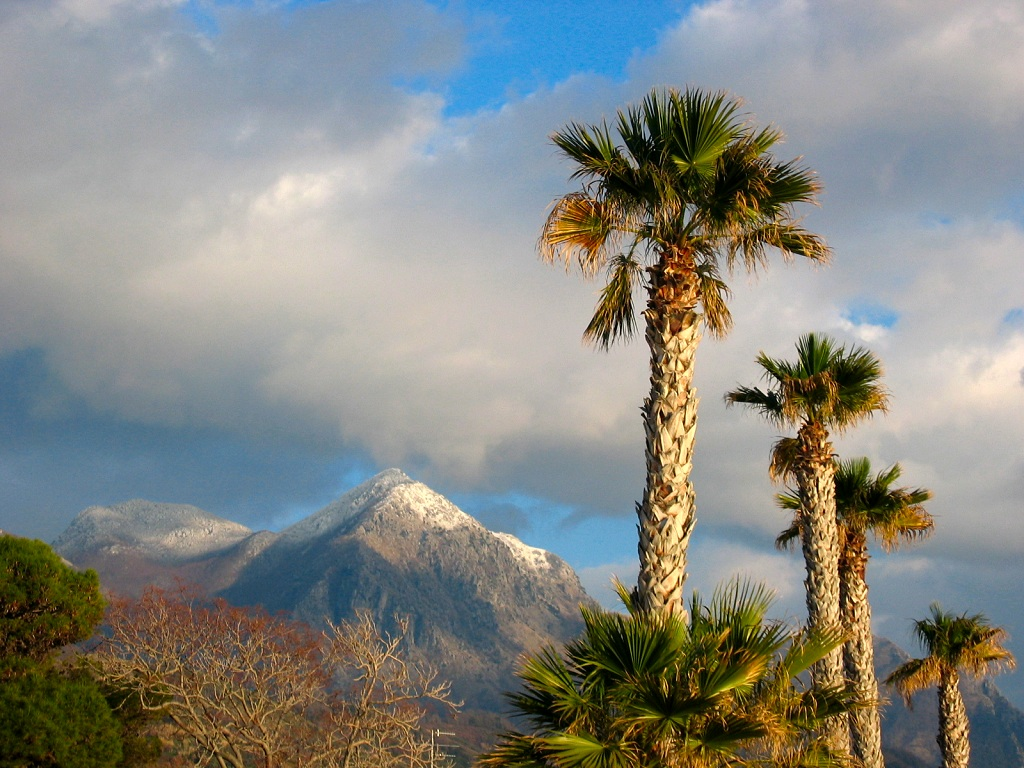
Козенца, регион Калабрия

В середине XVIII в. в Козенце проводились археологические работы, однако могилу Алариха, обнаружение которой могло бы стать крупным открытием, найти не удалось.

## Вестготы в Аквитании
После смерти Алариха королём вестготов стал Атаульф (правил в 410—415 гг.). Атаульф пытался утвердиться в Италии, но потерпел неудачу и в 412 г. вместе со своим народом удалился в Южную Галлию. 1 января 414 г. Атаульф взял в жены римлянку Галлу Плацидию, дочь императора Феодосия Великого, которая была захвачена в плен Аларихом при взятии Рима. Осенью 415 г. он был убит — вероятно по причине того, что стремился к мирным отношениям с римлянами. Ему наследовал Сигерих, который правил всего семь дней, а после разделил судьбу предшественника также, как пишет историк Орозий, из-за «склонности к миру» (лат. ad pacem pronus esset).

Примерные границы королевства вестготов в Аквитании

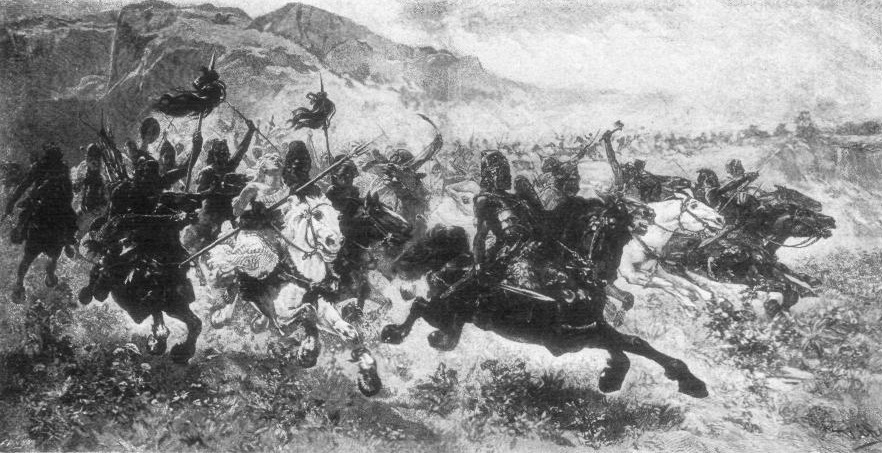
Конница гуннов (иллюстрация, 1880)

Сигериху наследовал Валия (правил в 415—418 гг.). По поручению императора Гонория он успешно боролся с вандалами, аланами и свевами, полчища которых в 407—409 гг. наводнили Пиренейский полуостров. В 418 г. Гонорий вознаградил вестготов, пожаловав им статус федератов и обширные земли для поселения в Аквитании.
С этого момента началось формирование первого полноценного и независимого вестготского королевства с центром в Тулузе — Тулузского королевства. Это событие было важным этапом начала колонизации германскими племенами территорий Римской империи.
Преемником Валии был выбран Теодорих I (правил в 419—451 гг.), внебрачный сын Алариха. Теодорих значительно раздвинул границы Тулузского королевства. В 422 и 427 гг. он совершал попытки захватить Арль, но оба раза получал отпор от римского полководца Аэция. Однако вскоре угроза нападения гуннов, предводителем которых был в то время знаменитый Аттила, заставила вестготов и римлян временно объединиться и 20 июня 451 г. дать гуннам бой — по словам Иордана, «правое крыло держал Теодерид с везеготами, левое — Аэций с римлянами; в середине поставили Сангибана, <…> который предводительствовал аланами». В битве при Каталаунских полях Аттила потерпел поражение. Победители тоже понесли потери — король вестготов Теодорих погиб. Прямо на поле битвы вестготы провозгласили королём Торисмонда (правил в 451—453 гг.), сына Теодориха. Иордан так описывает обстоятельства смерти старого короля:

… король Теодорид, объезжая войска для их ободрения, был сшиблен с коня и растоптан ногами своих же; он завершил свою жизнь, находясь в возрасте зрелой старости. Некоторые говорят, что был он убит копьём Андагиса, со стороны остроготов, которые тогда подчинялись правлению Аттилы. <…> Во время задержки с осадой везеготы стали искать короля, сыновья — отца, дивясь его отсутствию, как раз когда наступил успех. Весьма долго длились поиски; нашли его в самом густом завале трупов, как и подобает мужам отважным, и вынесли оттуда, почтённого песнопениями на глазах у врагов. Виднелись толпы готов, которые воздавали почести мертвецу неблагозвучными, нестройными голосами тут же в шуме битвы. Проливались слезы, но такие, которые приличествуют сильным мужам, потому что, хотя это и была смерть, но смерть — сам гунн тому свидетель — славная. Даже вражеское высокомерие, казалось, склонится, когда проносили тело великого короля со всеми знаками величия. — Иордан. О происхождении и деяниях гетов

## Вестготы на Пиренейском полуострове
В 453 г. Торисмонд был убит старшими братьями Фредерихом и Теодорихом II, который после занял трон (правил до 467 г.) и на протяжении своего царствования был приверженцем проримской политики. В 456 г. он разгромив свевов (своих недавних союзников) покорил большую часть Иберийского полуострова. В 467 г. Теодорих II погиб — в прошлом братоубийца, он тоже пал от руки брата, нового короля Эвриха (правил до 485 гг.).

Примерные границы королевства вестготов в период расцвета

В царствование Эвриха государство вестготов достигло высшей степени могущества — их королевство занимало теперь всю Южную и Среднюю Галлию (до Луары на севере и Роны на востоке) и почти всю Испанию (только северо-западная часть Пиренейского полуострова находилась под властью свевов), и таким образом являлось самым большим из варварских государств, образовавшихся на развалинах Римской империи. Около 475 г. Эврихом были составлены первые своды законов вестготов. Как сообщает Исидор Севильский, «готы начали записывать свои законы, которые прежде были известны только как традиции и обычаи». Преемники Эвриха непрерывно дополняли и развивали этот правовой кодекс, сформировав таким образом Вестготскую правду, изданную в 654 г. королём Реккесвинтом и вошедшую наряду с Салической, Бургундской, Тюрингской и другими в число первых варварских правд.

### Потеря Аквитании
Преемник Эвриха, его сын Аларих II (правил в 485—507 гг.) столкнулся во время правления с новыми врагами — франками, которые с 486 г., после победы Хлодвига I над Сиагрием, последним римским наместником в Галлии, стали ближайшими соседями вестготов на Луаре.
В 490 г. Аларих II выступал в поход против Хлодвига в поддержку Теодориха Великого, короля остготов, дочь которого, Тиудигото, была отдана Алариху в жены. В последующие годы вестготы ещё несколько раз сталкивались с франками, пока в 502 г. между двумя народами не был подписан мир. В 507 г. Хлодвиг нарушил мирное соглашение, и занял часть вестготской территории. В разгоревшемся затем сражении — битве при Вуйе — вестготы потерпели сокрушительное поражение. Аларих II пал на поле битвы, и вестготы навсегда потеряли большую часть своих владений в Аквитании, переданных им по договору 418 г.
Ввиду того, что законный наследник престола Амаларих был ещё ребёнком, преемником Алариха стал его внебрачный сын Гезалех (правил в 507—511 гг.). Гезалех практически не проявил себя как правитель. Когда бургунды, объединившись с франками, захватили вестготский город Нарбонн, он предпочёл не сопротивляться и бежал в Барселону. Этим он восстановил против себя остготского короля Теодориха Великого. Теодорих остановил наступление франков и спас часть вестготских владений в Южной Галлии, а затем изгнал Гезалеха и правил вестготами до самой своей смерти на протяжении пятнадцати лет (в 511—526 г.).
После королём стал его внук и сын Алариха II — Амаларих (правил до 531 г.) Стремясь наладить союзнические отношения с франками, Амаларих женился на дочери Хлодвига Клотильде. Та придерживалась Никейского Символа веры, и Амаларих препятствовал ей в отправлении обрядов — «когда она шла в святую церковь, он приказывал бросать в неё навоз и различные нечистоты и наконец, говорят, он так её жестоко избил, что она переслала брату платок, пропитанный её кровью». Религиозные разногласия между супругами дали её брату, Хильдеберту I, повод для нападения. В 531 г. вестготы потерпели поражение в сражении под Нарбонном, а Амаларих был убит в Барселоне.
Затем королём вестготов стал остгот Теода (правил в до 548 гг.), оруженосец и приближённый Теодориха Великого, которому ранее была поручена опека над малолетним Амаларихом. Он продолжал борьбу с франками, безуспешно боролся с Византией и был убит в 548 г. При Теоде столица вестготского королевства была перенесена из Нарбонна в Барселону.
Преемником Теоды стал Тевдегизил, который уже в 549 г. был убит, а затем королём стал Агила I (правил до 554 г.) Во времена Агилы против него активно интриговал Атанагильд — сначала он поднял восстание в Севилье, затем заключил договор против действующего короля с императором Византийской империи Юстинианом, а после того, как Агила в 554 г. был убит, узурпировал трон. Атанагильд тоже стремился обезопасить королевство от нападения франков — он выдал своих дочерей Брунгильду и Галесвинту за франкских королей Сигиберта и Хильперика. Вскоре Атанагильду пришлось пожалеть, что ранее он обратился к Юстиниану за военной помощью — византийская армия не желала покидать пределы вестготского королевства и к моменту его смерти в 567 г. занимала побережье от Картахены до Малаги.

### Возрождение могущества

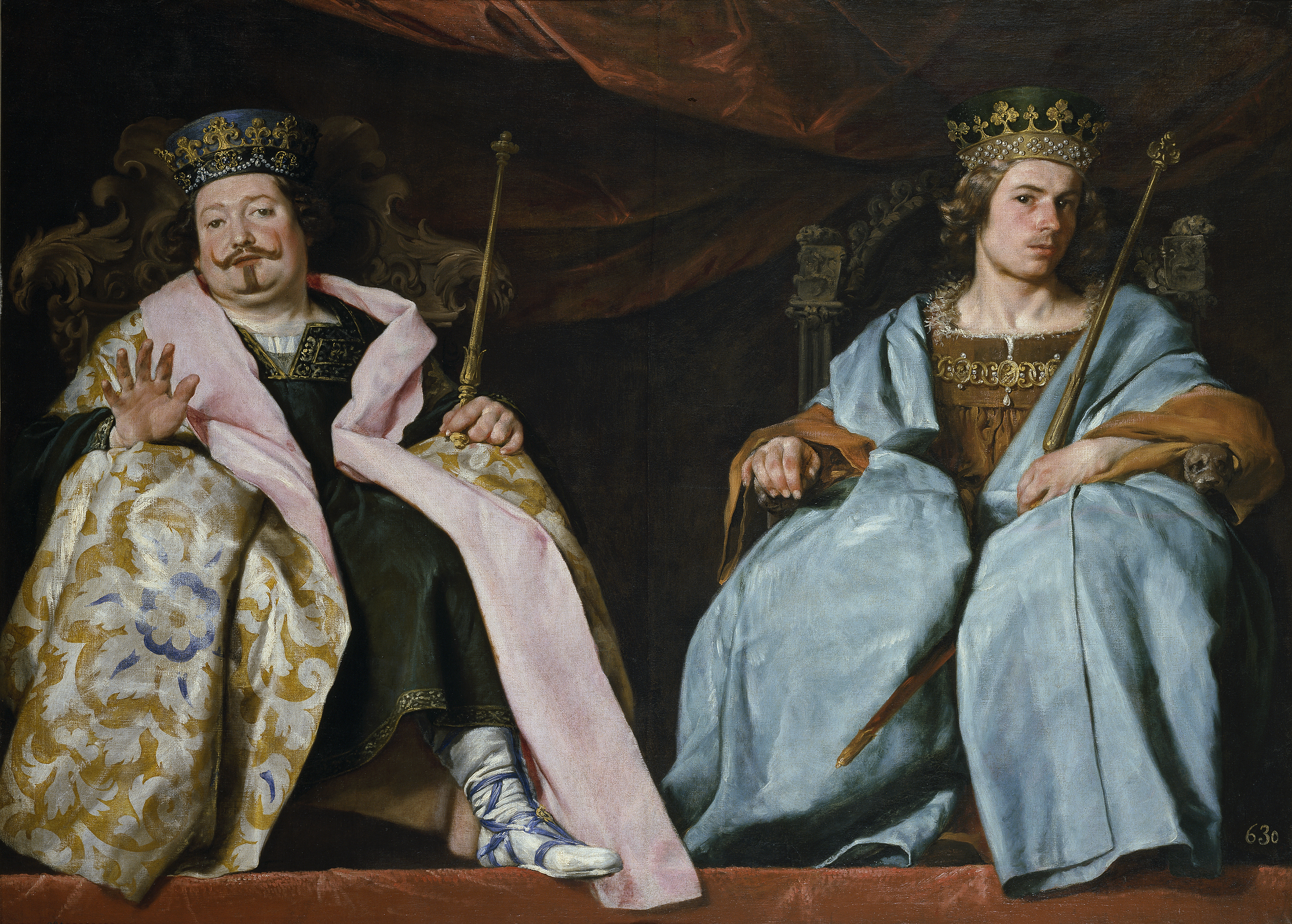
«Вестготские короли», картина испанского художника Алонсо Кано, XVII век

После пяти месяцев междуцарствия вестготы избрали королём Лиуву I, который вскоре назначил соправителем своего брата Леовигильда и фактически полностью передал ему власть. В то время положение королевства было незавидным. Вестготов со всех сторон теснили враги — франки, свевы и византийцы. Леовигильд с самого начала царствования проявил себя энергичным и решительным правителем. Он захватил некоторые союзные Византии города, подчинил племена саппов и кантабров в Северной Испании, делал попытки завоевать территории свевов и басков. Когда против короля поднял восстание его сын Герменгильд (женившись в 580 г. на франкской принцессе-кафоличке Ингунде, дочери Сигиберта, Герменгильд принял её веру, поэтому природа мятежа носила религиозный характер), Леовигильд выступил против сына и казнил его в 585 г. В том же году Леовигильду наконец удалось подчинить себе свевов.
Внутренняя политика короля также была успешной — он первым из вестготских королей начал чеканить золотые монеты с собственным именем и изображением, вводил новые законы и упразднял старые (например, снял запрет на браки между вестготами и римлянами), сумел сократить влияние богатой знати и восстановить престиж королевской власти. В 580 г. Леовигильд перенёс столицу королевства в Толедо, что стало началом новой эпохи — эпохи Толедского королевства. Исидор Севильский пишет о Леовигильде с неодобрением, однако не может не признать того, что впервые за долгое время вестготами управлял сильный король:

… он стал расширять королевство и обогащать казну войнами. Благодаря своей армии и сопутствующему ей успеху, он достиг великих результатов. Он захватил Кантабрию и взял Арегию. Сабария была завоёвана целиком. Множество мятежных городов Испании сдалось его войскам. Он осадил собственного сына Херменгильда, который восстал против власти отца, и победил его. <…> Леовигильд был безжалостен к некоторым из своих людей, если он видел кого-то выдающегося знатностью и могуществом, то либо обезглавливал его, либо отправлял в ссылку. Он был первым, кто увеличил поборы и первым, кто наполнил казну, грабя граждан и обирая врагов. <…> Что касается законов, то он исправил те, что были введены Эврихом, добавив те, которых не было, и удалив лишние. — Исидор Севильский. История готов

### Толедское королевство
Леовигильд умер в 586 г., назначив преемником своего сына Реккареда (правил в 586—601 гг.). Реккаред в 587 г. принял никейскую версию христианства, а в 589 г. созвал в столице Третий Толедский собор, на котором состоялось обращение вестготов в кафолическую веру (при этом арианские священники сохраняли свой сан). Григорий Турский сообщает об обращении Реккареда в «Истории франков» — «Реккаред прекратил спор, принял кафолическое вероисповедание и чрез осенение священным крестом и миропомазание уверовал в Иисуса Христа». Установление конфессиального единства уничтожило разногласия между вестготами и римлянами и обеспечило Реккареду и последующим правителям поддержку католической церкви.
После Реккареда быстро сменялись короли — Лиува II (правил в 601—603 гг., был убит), Виттерих (правил в 603—610 гг., был убит), Гундемар (правил в 610—612 гг., воевал с басками и византийцами), Сисебут (правил в 612—621 гг., подчинил племена астурийцев и рукконов, также в его царствование в вестготском государстве начались преследования иудеев), Реккаред II (правил несколько дней в 621 г.)

Примерные границы королевства вестготов после потери Аквитании

Преемником Реккареда стал Свинтила (правил в 621—631 гг.), талантливый военачальник при короле Сисебуте. Свинтила удачно выступил против византийцев и около 625 г. окончательно изгнал их из пределов вестготского королевства. Исидор Севильский отзывался о нём с восхищением:

После возведения в королевское достоинство, он начал новую войну и захватил все города, которые Римская армия удерживала в Испании. По чудесному стечению обстоятельств он справил такой триумф, какого до него не справлял ни один король. Он был первым королём, владевшим всей Испанией к северу от пролива. <…> Кроме воинской славы, у Свинтилы было много других истинно королевских достоинств: вера, благоразумие, трудолюбие, глубокие познания в юридических делах и решительность в управлении. В своей щедрости он был великодушен ко всем, и милосерден к бедным и нуждающимся.— Исидор Севильский. История готов
В 631 г. в результате заговора знати Свинтила был свергнут с престола. Новым королём стал предводитель заговорщиков Сисенанд (правил в 631—636 гг.). В 633 г. под председательством Исидора Севильского состоялся Четвёртый Толедский собор, на котором было принято решение, что отныне короли вестготов должны избираться на собрании духовенства и знати. Это положение отражало сложившееся распределение сил в королевстве вестготов — королевская власть была ослаблена, а фактическими хозяевами государства были представители знати и церковь.
После мало проявивших себя правителей Хинтилы (правил в 636—640 гг.) и Тульги (правил в 640—641 гг.) королём в 642 г. был провозглашён 79-летний Хиндасвинт (правил до 652 г.). Несмотря на возраст, он не превратился в марионетку в руках знати — напротив, на протяжении своего царствования Хиндасвинт беспощадно боролся с непокорными аристократами, покарав по словам историков в общей сложности 700 членов знатных семей. То был последний сильный король государства вестготов, могущество которого постепенно приходило в упадок.
Преемником Хиндасвинта был его сын Реккесвинт (правил в 649—672 гг.), который дополнил светское законодательство постановлениями соборов и издал его. После его смерти королём был избран Вамба (правил в 672—680 гг., при нём ненадолго произошло усиление светской власти). Вамба был свергнут довольно хитроумным способом. Получив из рук Эрвига (сына византийца Ардабаста и родственницы короля Хиндасвинта) напиток из саротамнуса, Вамба отравился и потерял сознание. Думая, что король вот-вот умрёт, приближённые соборовали его и обрядили по обычаю вестготов в монашеские одежды — таким образом король переходил в духовное звание и лишался власти. Когда Вамба пришёл в себя, он был вынужден подписать отречение и удалиться в монастырь.
21 октября 680 г. королём стал вероломный Эрвиг (правил до 687 г.). За время своего правления он примирился с духовенством, издал несколько законов, ограничивающих права иудеев, и отразил несколько нападений франков. Затем Эрвиг отдал свою дочь Киксило в жены Эгике, родственнику Вамбы, который после смерти Эрвига 15 ноября 687 г. стал его преемником. На протяжении царствования Эгик самым жестоким образом преследовал евреев — по решению Семнадцатого Толедского собора евреи были лишены всех прав и состояний и выселены со своих мест. Их дети в семилетнем возрасте отлучались от родителей и передавались на воспитание в христианские семьи. Король также получал право продавать евреев в рабство.

### Вторжение арабов и падение государства вестготов
В 698 г. Эгика назначил соправителем своего сына Витицу (правил самостоятельно в 701—709 года), преемником которого был Родерих. Во время правления Родериха вестготы столкнулись с новым врагом — арабами. Летом 711 года арабы под предводительством Тарика ибн Зияда переправились через Гибралтарский пролив и 19 июля того же года разбили вестготов в битве при Гвадалете. В этом сражении погиб Родерих. Вскоре арабы завоевали весь полуостров, образовав Кордовский эмират, и с этого времени имя вестготов исчезает из истории. Некоторое время они продолжали удерживать свои земли на северо-востоке (там даже был провозглашён новый король Агила II, правивший до 714 года)
В 718 году вестгот Пелайо поднял на севере восстание и между 721 и 725 годами победил арабов в битве при Ковадонге, в результате чего на отвоёванных территориях образовалось христианское королевство Астурия, а затем начался длительный — более 700 лет — период Реконкисты.

## Социальное устройство

### Институт власти
В ранние времена вожди вестготов не обладали централизованной властью надо всем племенем. Племя было раздроблено на ряд мелких родов, у каждого из которых был свой предводитель, а объединялось под властью одного вождя только в особых ситуациях.

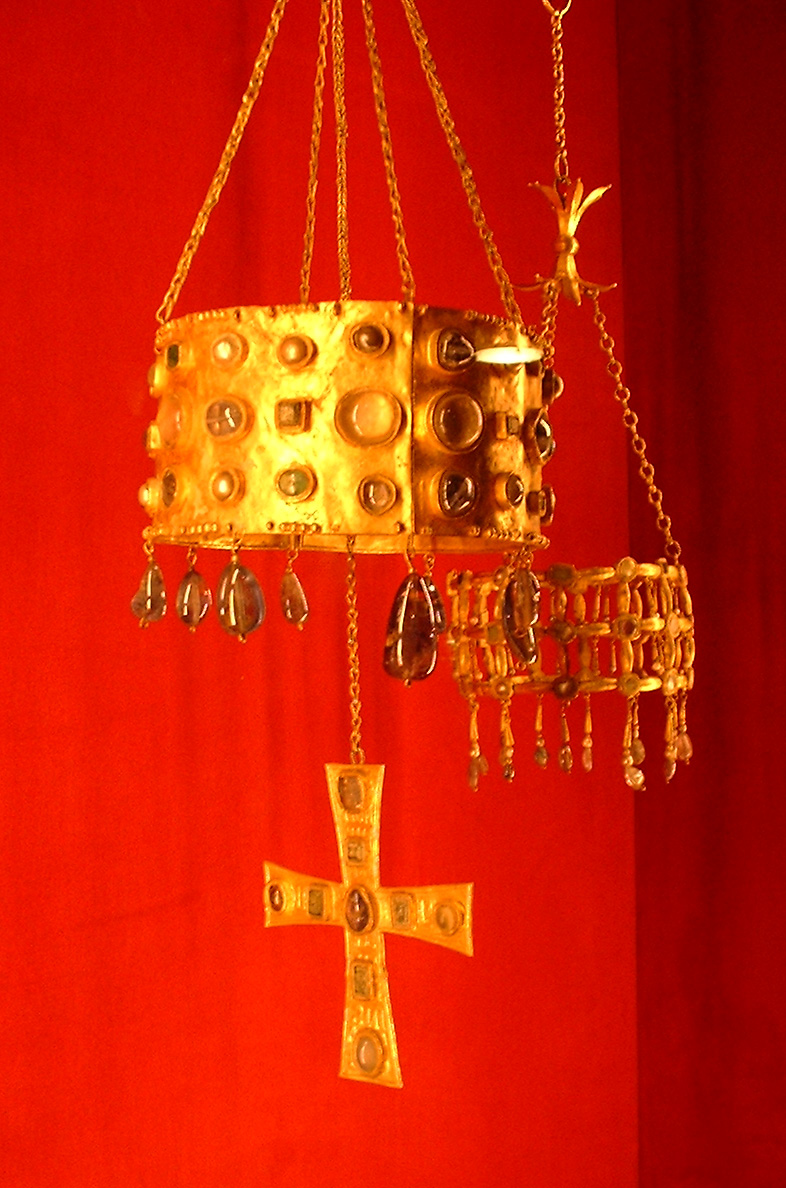
Вотивная корона вестготских королей. Музей Клюни, Франция

Некоторые вестготы состояли с вождями в вассальных отношениях. Из кодекса Эвриха, который входит в состав Вестготской правды, известно о существовании буццеллариев (buccellarii), которые получали от вождей земельные наделы и оружие, и сайонов (saiones), которые получали только оружие.
Первым наиболее полновластным правителем вестготов, вероятно, был Атанарих (правил после 364 г.), которого Аммиан Марцеллин называет «судьёй тервингов» (лат. iudex Theruingorum). Такое именование Атанариха отражает суть германского института вождя-судьи, который обладал преимуществом над другими вождями племени и имел полномочия быть по отношению к ним высшим арбитром. Власть Атанариха, тем не менее, распространялась не на весь вестготский народ, а только на большую его часть. Остальная часть племени признавала власть другого вождя — Фритигерна.
Первоначально вестготы выбирали вождей, затем, по мере упрочнения королевской власти, право наследования престола членами одного рода вытеснило выборное право. После царствования короля Теоды вестготы вновь начали выбирать правителей из числа представителей разных родов, а во второй половине VII в. снова вернулась традиция передавать корону по наследству.
В те периоды, когда вестготами управляли сильные правители, их власть была практически неограниченна — короли строили политику по своему усмотрению и ожидали от подчинённых беспрекословного повиновения. При короле состояла верная ему воинская дружина, т. н. «верные короля» (лат. fideles reges).

### Военная организация
Армия вестготов представляла собой довольно упорядоченную организацию. Наименьшей войсковой единицей была десятка, которой управлял декан. Десятка входила в состав сотни во главе с центенарием. Самой крупной единицей была тысяча, которая подчинялась милленарию. Милленарии никогда не выступали в роли самостоятельных военачальников, подчиняясь на поле битвы самому королю либо назначенным им воинам (в случае если король не вёл сам войско) — дукам (duces). Известно, что вестготы были прославленными конниками.

## Культура и искусство

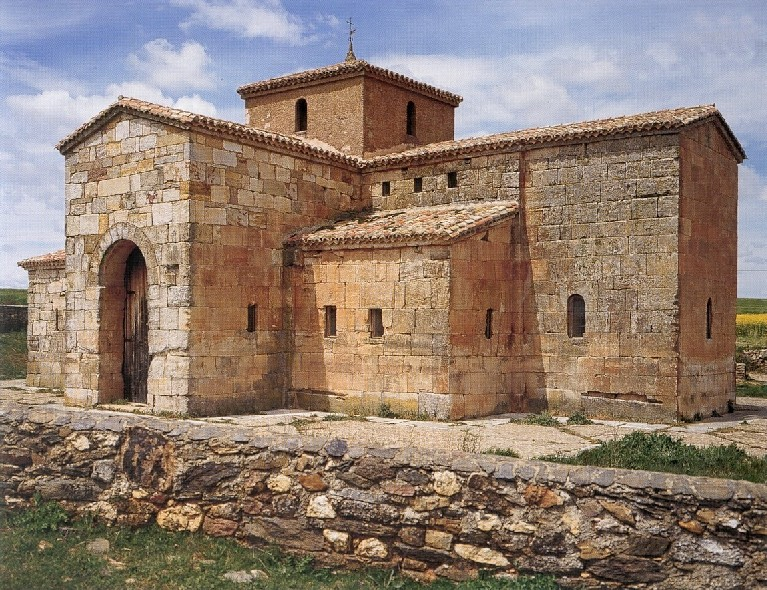
Церковь Сан-Педро-де-ла-Наве

### Архитектура

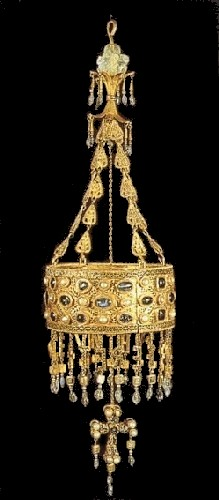
Вотивная корона короля Реккесвинта из клада в Гваррасаре. Национальный археологический музей Испании

Из архитектурных сооружений вестготов до наших дней сохранилось только несколько церквей в Северной Испании. Самая значительная из них — основанная королём Реккесвинтом церковь Сан-Хуан-де-Баньос (исп. San Juan de Baños) в провинции Паленсия. Характерные черты вестготской архитектуры — это подковообразные арки, прямоугольные в плане апсиды, кладка из тёсаного камня, использование растительного и животного орнамента. Кроме того архитектура и скульптура вестготов испытала на себе влияние византийского искусства.
Другие известные церкви вестготов:
- Сан-Педро-де-ла-Наве (исп. San Pedro de la Nave) в провинции Сарагоса
- Санта-Комба (исп. Santa Comba) в провинции Оренсе
- Санта-Мария-де-Кинтанилье-де-лас-Виньяс (исп. Santa María de Quintanilla de las Viñas) в провинции Бургос

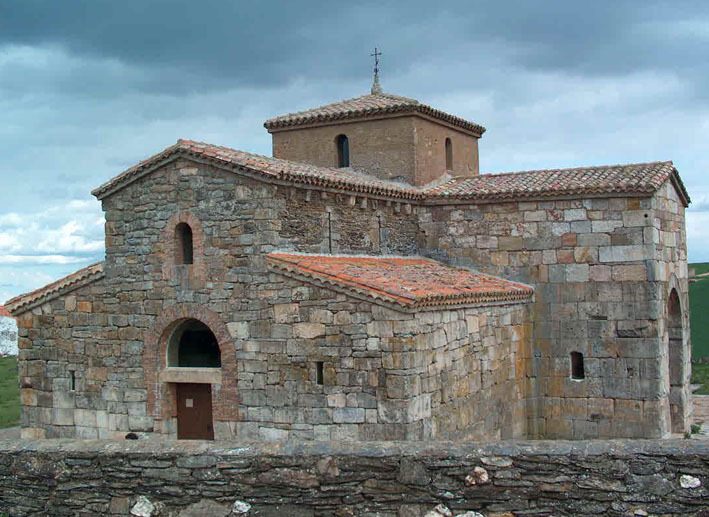
Сан-Педро-де-ла-Наве
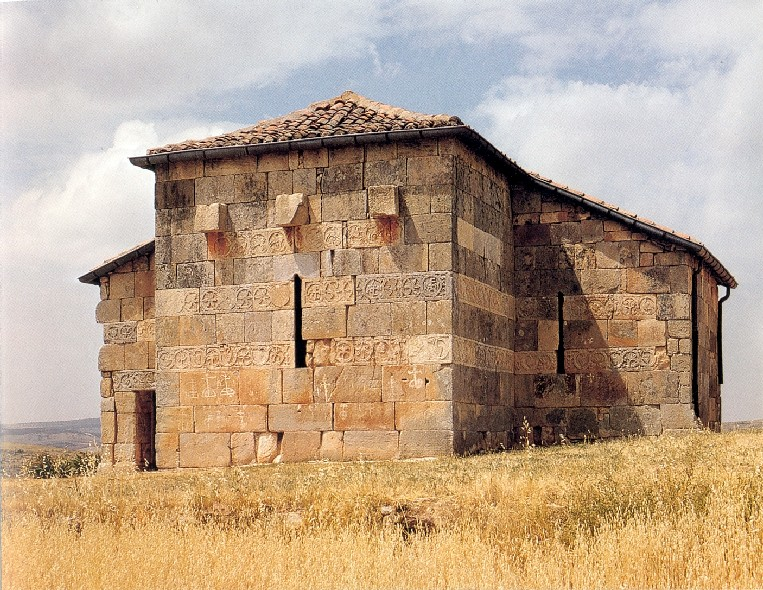
Санта-Мария-де-Кинтанилье
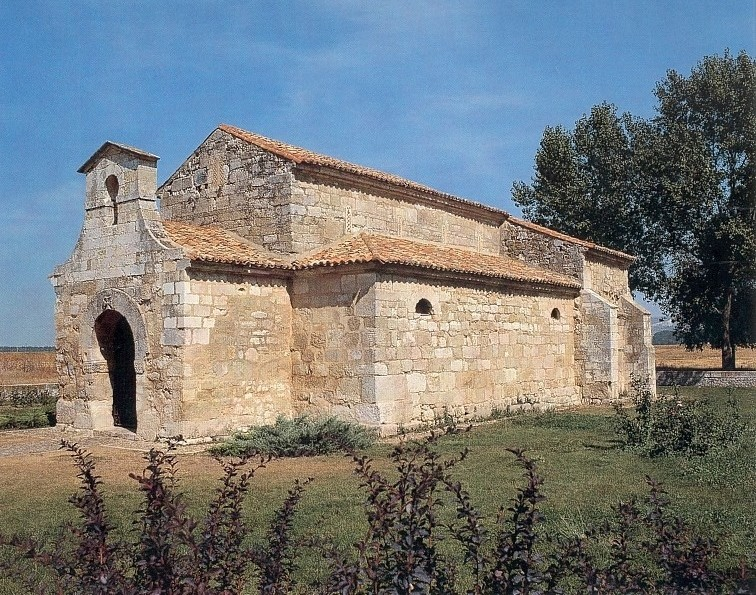
Сан-Хуан-де-Баньос

### Прикладное искусство
Ярким примером прикладного искусства вестготов являются сокровища вестготских королей из знаменитого клада из Гваррасары, обнаруженного между 1858 и 1861 гг. на месте старинного кладбища в километре от Толедо. Клад содержал преподнесённые Церкви дары: нагрудные и подвесные кресты, золотые диадемы и самую важную находку — пять вотивных корон, две из которых содержали имена дарителей, королей Реккесвинта и Свинтилы (корона Свинтилы была украдена в 1921 г. и сейчас её местонахождение неизвестно). Все находки были выполнены из золота и обильно инкрустированы драгоценными камнями — агатами, сапфирами, жемчугом и кусками горного хрусталя.
Корона Реккесвинта представляет собой широкий золотой обруч с двадцатью двумя подвесками из драгоценных камней и золотых букв, которые составляют фразу — (R)ECCESVINTUVS REX DEFERET, то есть Дар короля Реккесвинта. Корона подвешена на четырёх золотых цепях, скреплённых сверху замком в форме стилизованного цветка. Из центра крепления спускается длинная цепь, оканчивающаяся массивным золотым крестом, украшенным жемчугом и сапфирами.

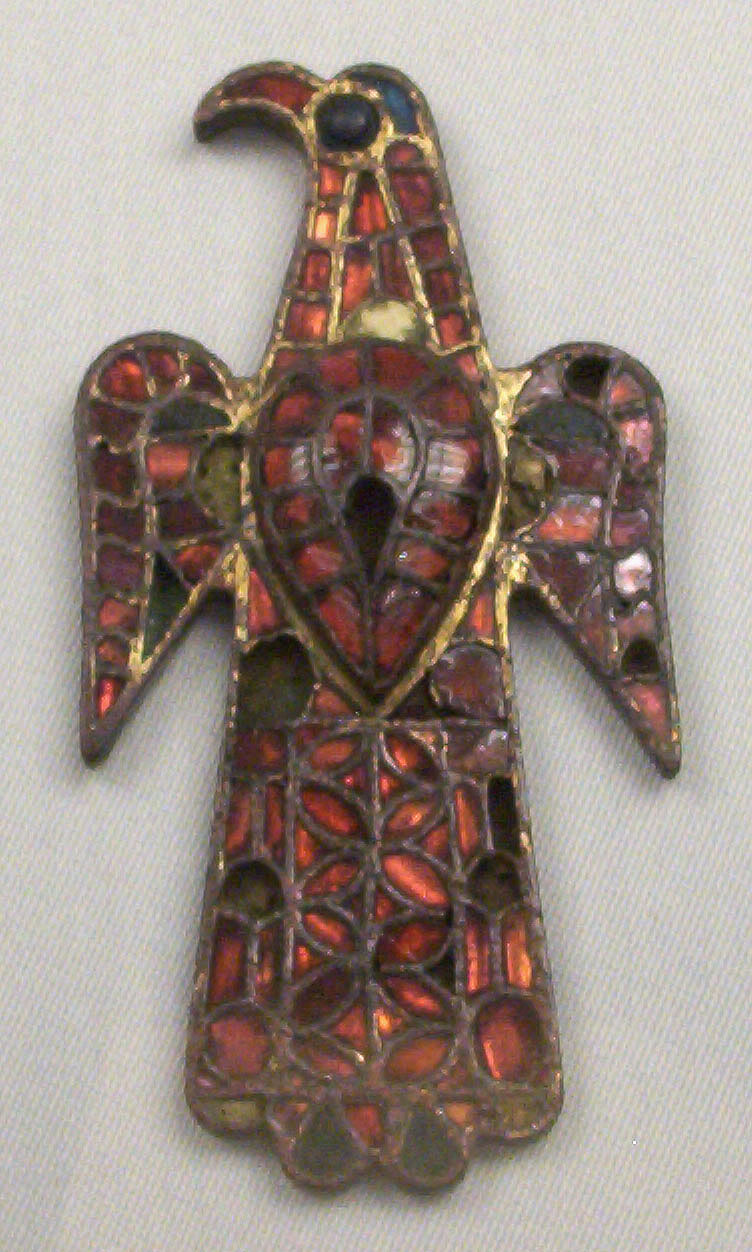
Вестготская фибула, выполненная в полихромном стиле. Национальный археологический музей Испании

Кроме этого в ходе археологических работ в захоронениях вестготов на территории Испании были обнаружены другие изделия из металла — пряжки, фибулы, броши (а также большое количество стеклянных и янтарных бус).
Изделия раннего периода выполнены из бронзы и украшены в полихромном стиле, определяющими чертами которого являются цветные вставки из полудрагоценных красных камней, стекла и эмали. Для изделий позднего периода характерна другая техника, распространившаяся под влиянием византийского искусства. Вместо инкрустации используется резной или чернёный орнамент внутри пластины, а абстрактные геометрические узоры сменяются растительными или животными мотивами либо изображениями на религиозные темы.

### Религия
Первоначально вестготы, как и другие германские племена, были язычниками. Около 341 г. вождь вестготов Фритигерн обратился к императору Констанцию II и константинопольскому архиепископу Евсевию Никомедийскому с просьбой прислать в его земли христианского епископа.

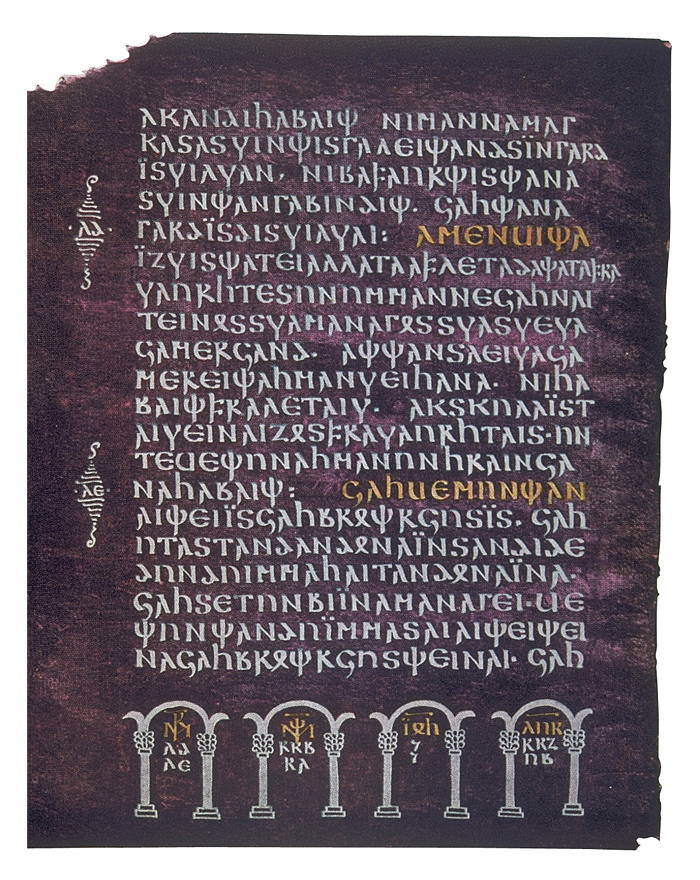
Библия Вульфилы

Евсевий направил к вестготам их соплеменника — священника Вульфилу (Ульфилу), который в 332 г. принял в Константинополе христианство, а точнее стал приверженцем арианского течения христианской религии. Вульфила обратил часть вестготов в арианство, кроме того он известен тем, что составил готский алфавит и перевёл на готский язык Библию. Священное писание в переводе Вульфилы, т. н. «Серебряный Кодекс» Вульфилы — основное дошедшее до наших дней письменное свидетельство языка готов.
Вестготы оставались арианами вплоть до 589 г. — как пишет Исидор Севильский, «они установили это злобное богохульство на долгие времена и придерживались его на протяжении правления королей в течение 213 лет», — а после король Реккаред I ввёл в качестве основной религии никейское христианство. На закате истории вестготов духовенство в государстве обладало
большими правами и привилегиями.

### Исторические документы
- Хроника вестготских королей.  (Дата обращения: 22 февраля 2009)
- Исидор Севильский. История готов.  (Дата обращения: 22 февраля 2009)
- Иоанн Бикларский. Хроника.  (Дата обращения: 22 февраля 2009)
- The Visigothic code (англ.) — Вестготская правда.  (Дата обращения: 22 февраля 2009)
- Иордан. О происхождении и деяниях гетов (Дата обращения: 22 февраля 2009)

### Современные работы
- Вера Буданова (1990), Готы в эпоху Великого переселения народов 2. Античная и раннесредневековая версии наименований готов
- Лавров В. В. О характере власти у готов в IV в. (недоступная ссылка)  (Дата обращения: 22 февраля 2009)
- Лавров В. В. Епископ Ульфила и развитие готской литературы (недоступная ссылка)  (Дата обращения: 22 февраля 2009)
- George Gissing. By the Ionian Sea (англ.) — Джордж Гиссинг. У Ионического моря. См. главу III — The grave of Alaric  (Дата обращения: 22 февраля 2009)
- Project Wulfila (англ.) — онлайн-библиотека, посвящённая готскому языку  (Дата обращения: 22 февраля 2009)

### Музеи
Экспонаты эпохи вестготов в музеях мира.
- Коллекция Британского музея (англ.)  (недоступная ссылка)  (Дата обращения: 22 февраля 2009)
- Коллекция Метрополитен-музея (англ.)  (недоступная ссылка)  (Дата обращения: 22 февраля 2009)
- Вотивная корона из клада в Гуарразаре в Музее Клюни (фр.)  (недоступная ссылка)  (Дата обращения: 22 февраля 2009)